# الس (تونس)
الس یک منطقهٔ مسکونی در تونس است که در استان سلیانه واقع شده‌است.